# Canal des Cygnes
 (décembre 2020).
Si vous disposez d'ouvrages ou d'articles de référence ou si vous connaissez des sites web de qualité traitant du thème abordé ici, merci de compléter l'article en donnant les références utiles à sa vérifiabilité et en les liant à la section « Notes et références ».
Le canal des Cygnes (en russe : Лебяжья канавка) relie la Neva et la Moïka, à Saint-Pétersbourg, en Russie.

## Histoire
Il a été creusé en 1711, sous Pierre Ier le Grand en même temps que le canal rouge faisant du jardin d'été une île. Deux ponts sont construits, les ponts supérieur et inférieur des cygnes. À sa construction, le canal était parallèle aux canaux Rouge, d'Hiver, sans nom, de l’Amirauté et Krioukov. 
En 1955 - 1956 le bord du canal des Cygnes a été rénové en granit par l'ingénieur Goutsait.

## Les ponts
- Le pont supérieur du Cygne
- Le pont inférieur du Cygne.

## Situation
En regardant de la Moïka on trouve à droite le Jardin d’été et à gauche le Champ de Mars.

## Caractéristiques
Le canal des Cygnes est long de 648 m et son débit est de 1,4 m3/s. La baignade et la navigation sont interdites.